# Daniel Amador
Daniel Guadalupe „Chimpa” Amador Osuna (ur. 22 marca 1997 w Ciudad Constitución) – meksykański piłkarz występujący na pozycji skrzydłowego lub ofensywnego pomocnika, od 2025 roku zawodnik Jaguares.